# Meedo munmorah
Meedo munmorah is een spinnensoort uit de familie Gallieniellidae. De soort komt voor in New South Wales.